# Тарабаринское сельское поселение
Тараба́ринское се́льское поселение — упразднённое муниципальное образование в Промышленновском районе Кемеровской области. Административный центр — село Труд.

## История
Тарабаринское сельское поселение образовано 17 декабря 2004 года в соответствии с Законом Кемеровской области № 104-ОЗ.

## Население
| 2010  | 2011  | 2012  | 2013  | 2014  | 2015  | 2016  |
| ----- | ----- | ----- | ----- | ----- | ----- | ----- |
| 2613  | ↗2617 | ↘2564 | ↘2520 | ↘2479 | ↘2437 | ↘2412 |
| 2017  | 2018  | 2019  |       |       |       |       |
| ↘2386 | ↘2330 | ↘2318 |       |       |       |       |

## Состав сельского поселения
| №  | Населённый пункт | Тип населённого пункта       | Население |
| -- | ---------------- | ---------------------------- | --------- |
| 1  | 239 км           | посёлок                      | 20        |
| 2  | 251 км           | посёлок                      | 8         |
| 3  | Байрак           | деревня                      | 360       |
| 4  | Ерёмино          | деревня                      | 460       |
| 5  | Контрольная      | посёлок станции              | 170       |
| 6  | Морозово         | село                         | 471       |
| 7  | Протопопово      | деревня                      | 494       |
| 8  | Тарабарино       | деревня                      | 90        |
| 9  | Труд             | село, административный центр | 394       |
| 10 | Цветущий         | посёлок                      | 146       |

Посёлок 168 км упразднён в 2012 году как фактически прекративший существование.